# خالد بطی
خالد بطی (انگلیسی: Khaled Butti؛ زادهٔ ۲۹ اوت ۱۹۹۱) بازیکن فوتبال اهل امارات متحده عربی است.